# Redline Plus Mass-reduction System
Het Redline Plus Mass-reduction System (afgekort RPMS) is een cilinderkop voor de wegrace-versie van de Kawasaki GPX 750 R uit 1986.
De klephoek in deze cilinderkop bedroeg slechts 30°. Er werden tevens andere (lichtere) tuimelaars gebruikt, waardoor de bewegende massa lichter was en het toerental 3000 toeren in het rode gebied mocht komen.